# گئورگی کتویف
گئورگی کتویف (به روسی: Четиты Геуæрги) (زادهٔ ۱۹ نوامبر ۱۹۸۵) کشتی‌گیر روس‌تبار کشور ارمنستان است که در وزن ۹۷ کیلوگرم کشتی آزاد رقابت می‌کند. او دارندهٔ مدال طلای مسابقات قهرمانی کشتی جهان ۲۰۰۷ و مدال برنز بازی‌های المپیک تابستانی ۲۰۰۸ در وزن ۸۴ کیلوگرم است.
این کشتی‌گیر تا سال ۲۰۱۳ برای تیم ملی کشتی روسیه در رقابت‌های بین‌المللی حاضر می‌شد اما در سال ۲۰۱۴ به تیم ملی کشتی ارمنستان پیوست. او در وزن ۹۷ ک‌گ مسابقات المپیک ۲۰۱۶ ریو حضور داشت که در دور نخست به الیزبار اودیکادزه از گرجستان باخت و از دور رقابت‌ها کنار رفت. او در قهرمانی جهان ۲۰۱۷ پاریس هم حضور داشت که به مدال برنز دست پیدا کرد. دو مدال طلا و یک نقره مسابقات قهرمانی کشتی اروپا در سال‌های ۲۰۰۷، ۲۰۰۸ و ۲۰۰۹ از دیگر افتخارات کتویف است.

## مسابقات قهرمانی کشتی جهان ۲۰۱۷
کتویف در وزن ۹۷ کیلو مسابقات قهرمانی کشتی آزاد جهان ۲۰۱۷ پاریس حاضر بود که در دورهای اول تا سوم ماکسیم فرانسوا از فرانسه، ساتیوارت کادیان از هتد و ماگومد ابراگیموف از ازبکستان را شکست داد اما در نیمه نهایی به عبدالرشید سعدالله‌اف از روسیه باخت و به دیدار رده‌بندی رفت. وی در دیدار رده‌بندی الیزبار اودیکادزه گرجی را شکست داد و مدال برنز وزن ۹۷ کیلوگرم را بدست آورد.